# Chin Pil Shik
Chin Pil Shik fue un diplomático de surcoreano.
De 1954 a 1955 fue cónsul general en Los Ángeles,
1964 fue cónsul general en Hong Kong
De 1967 a 1968 fue Vize-ministro de asuntos exteriores.
De 1969 a 1973 fue Embajador en Ottawa.
De  08 de marzo de 1974 a 17 de septiembre de 1975 fue embajador en Bonn.
fue representante Permanente ante la Oficina de la Organización de las Naciones Unidas en Ginebra.